# 恋人 (鈴木雅之の曲)
「恋人」（こいびと）は、1993年4月21日に発売された鈴木雅之の15枚目のシングル。

## 解説
6thアルバム『Perfume』の先行シングル。
ローソンCMソング（CMは1993年1月1日よりオンエア）。
関西テレビ『サスペンス・明日の13章』シリーズ主題歌。
鈴木のシングル曲では「もう涙はいらない」に続いてのヒットソング。
カップリングはアルバム未収録。

## 収録曲
1. 恋人
  - 作詞：西尾佐栄子　作曲：松尾清憲　編曲：松本晃彦
2. 愛よ…
  - 作詞：神沢礼江　作曲：安部恭弘　編曲：大村雅朗
3. 恋人 （Backing Track）